# Charlie Worsham
Charlie Worsham (né le 1er septembre 1985) est un auteur-compositeur-interprète de musique country américain.

## Carrière
Worsham est né à Jackson dans le Mississippi, et grandit à Grenada, Mississippi. Le Sénat du Mississippi félicite le jeune Worsham en 1999 pour ses excellentes notes et pour ses créations musicales. Worsham étudie alors au Grenada High School, puis au Berklee College of Music de Boston. Worsham rejoint le groupe KingBilly, chantant et jouant de la mandoline jusqu'en 2010. En 2012, le groupe annonce que chaque membre continuera sa carrière en solo.
En 2011, Worsham part en tournée avec Taylor Swift en 2011, et effectue les premières parties d'artistes tels que Miranda Lambert et Wade Bowen. En 2013, il sort son premier single, Could It Be distribué au label Warner Bros. Records. Cette chanson est également présente dans son premier album, Rubberband, sorti le 20 août 2013. Le second single, Want Me Too, est paru fin 2013. Le 14 janvier 2014, Il apparaît dans l'épisode Big in the Philippines de la série télévisée américaine Bones, dans laquelle il incarne un jeune chanteur de country tué. Durant cet épisode, ses chansons Love Don't Die Easy et How I Learned to Pray sont utilisées pour les besoins de l'histoire.

## Discographie

### Albums
- 2013 : Rubberband
- 2017 : Beginning of Things

### Singles
- 2013 : Could It Be
- 2013 : Want Me Too
- 2017 : Cut Your Groove